# Oreophoetes peruana
Oreophoetes peruana kommer fra det nordlige Peru, og tilhører ordenen vandrende pinde (latin Phasmatodea) i klassen af insekter (Insecta) og tilhører derved også rækken af leddyr (Arthropoda).
Oreophoetes peruana blev første gang beskrevet af Saussure i 1868. Hannen har en halvgennemsigtig rød farve over hele kroppen, mens benene er sorte, hannerne bliver ca. 55mm lange og lever i ca. 3-4 måneder. Hunnen er grøn lidt over i sort, med gult hoved, gule knæled og en smule gul på bagkroppen, hunnerne bliver ca. 60mm  lange. 
Arten kan i stressede situationer udskille et giftigt sekret, som ikke er helt harmløst for mennesker. Kommer det ind i kroppen, kan det resultere i svedeture, høj feber og voldsom hovedpine. Den vandrende pind bruger dog kun dette sekret i meget stressede situationer.
I fangenskab skal dyret holdes ved 22-25 grader celsius og en luftfugtighed på 80-90%.